# Michael Avon Oeming
Michael Avon Oeming é um autor de banda desenhada norte-americano, tanto artista como escritor. Ele é conhecido por usar um estilo de arte crua de contar histórias com temas sofisticados e maduros. Suas obras de maior destaque são Powers e The United States of Murder Inc, ambas em parceria com o escritor Brian Michael Bendis. Também é o escritor das edições 80 à 85 da revista Thor, contendo um arco de história envolvendo o Ragnarok.